# ألين شابمان
ألين شابمان (بالإنجليزية: Allen Chapman)‏ هو لاعب كرة قدم أمريكية أمريكي، ولد في 23 يوليو 1991 في سان فرانسيسكو في الولايات المتحدة.